# Palazzo Pamphilj
Palazzo Pamphilj è un palazzo nobiliare italiano che si trova in Piazza Navona a Roma.
Costruito in stile barocco intorno alla metà del XVII secolo dai Pamphilj, in tempi moderni è utilizzato, oltre che come residenza privata della famiglia, anche come ambasciata del Brasile presso lo Stato italiano.

## Storia

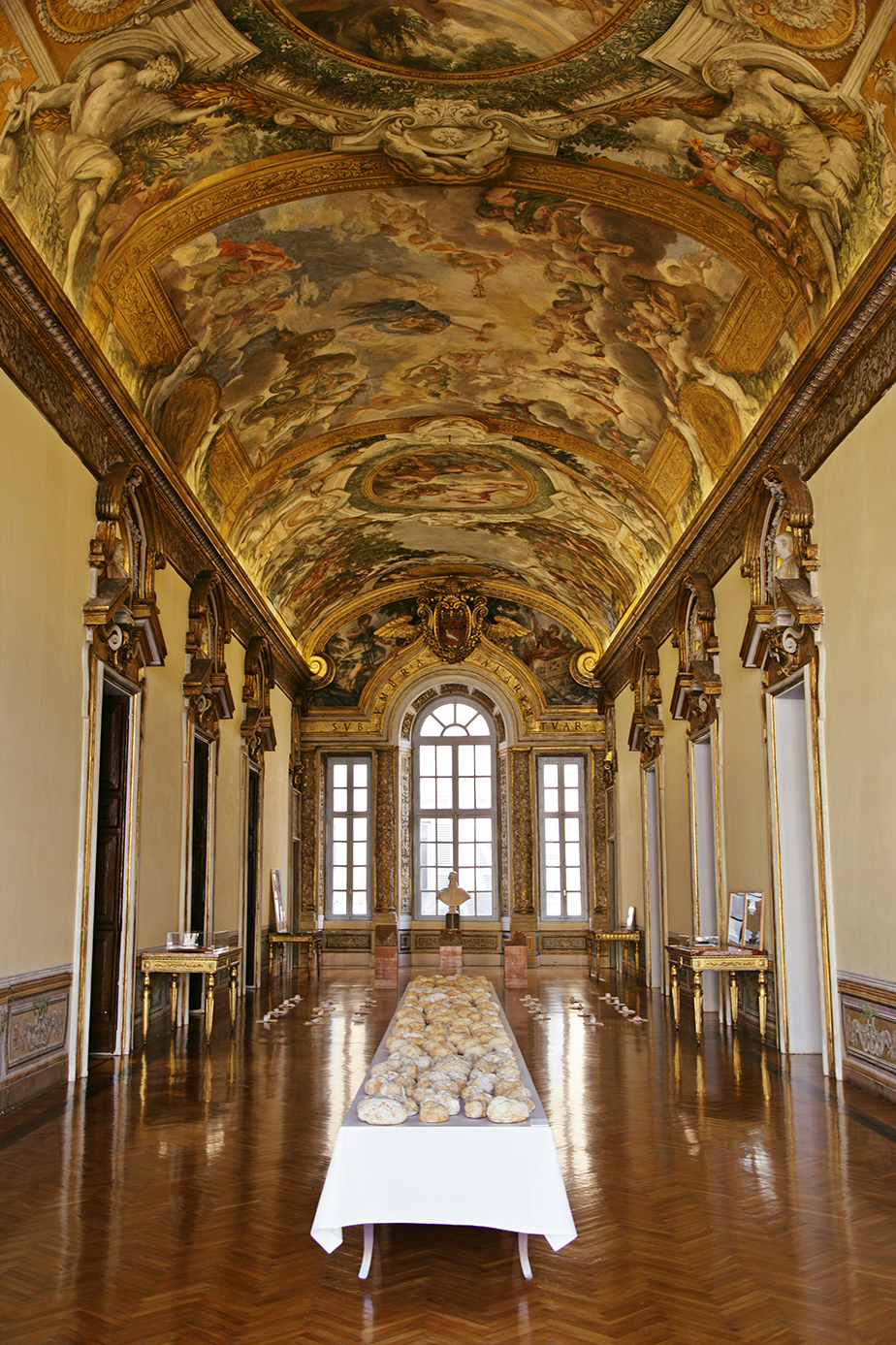
La galleria decorata da Pietro da Cortona

L'edificio originale fu costruito nel 1630 al posto di una serie di immobili di proprietà della potente famiglia Pamphilj, in forme tardo rinascimentali. Quando il committente Giovanni Battista Pamphilj divenne papa nel 1644 con il nome di Innocenzo X, la famiglia ritenne che il palazzo non fosse sufficiente per il nuovo prestigio e iniziò una nuova e più imponente costruzione. Ne fu incaricato Girolamo Rainaldi. Il nuovo progetto inglobò edifici contigui, compreso il precedente palazzo dei Pamphilj, le cui decorazioni di Agostino Tassi furono almeno in parte mantenute, il Palazzo Cybo e il palazzo dei Mellini.
L'interno ha tre cortili. L'ingresso è particolarmente alto e luminoso: il piano nobile ha 23 stanze affrescate da artisti come Giacinto Gemignani, Gaspard Dughet, Andrea Camassei, Giacinto Brandi, Francesco Allegrini, Pier Francesco Mola, Costanzo de Peris. Pietro da Cortona nel 1651-1654 dipinse la lunga galleria, progettata da Borromini, con le Storie di Enea che mette in comunicazione il palazzo con la chiesa di Sant'Agnese in Agone di patronato della famiglia.
In seguito il nuovo palazzo divenne la residenza della cognata di Innocenzo, la vedova Olimpia Maidalchini, che era la sua confidente e consigliere. Era molto impopolare ed era sospettata di essere l'amante del papa. Olimpia Maidalchini, detta anche "La Pimpaccia" era la madre di Camillo Pamphilj, cardinal nipote, che si sposò con Olimpia Aldobrandini. La moglie gli recò in dote la proprietà di Palazzo Aldobrandini, ora noto come Palazzo Doria-Pamphili, cui si accede da piazza del Collegio Romano e che si affaccia su Via del Corso. Questo palazzo ospita la galleria Doria Pamphilj.
Quando i Pamphilj si insediarono nel nuovo edificio al Corso, il palazzo di Piazza Navona fu lasciato e dato in affitto, tra gli altri all'Accademia Filarmonica Romana.
I palazzi furono chiamati, anche quando la famiglia prese il nome di Doria-Pamphilj, con lo stesso nome di Palazzo Pamphilj o "Palazzo Pamfilio".
Esiste anche un altro Palazzo Doria-Pamphilj, una residenza estiva a Valmontone, oltre a quello di San Martino al Cimino (al tempo San Martino ai monti) dove Donna Olimpia morì di peste, dopo essere stata allontana da Roma dal sacro collegio, a seguito della morte di Innocenzo X. 
Dal 1920 l'ambasciata del Brasile in Italia ha la sua sede a Palazzo Pamphilj. In seguito, nel 1960, il Governo Brasiliano ha preso in gestione la parte del palazzo che va dalla Via di Pasquino fino alla Galleria Cortona compresa.  
Il complesso del Palazzo comprende in maniera comunicante l'hotel Eitch Borromin a sinistra, la chiesa di Sant’Agnese in Agone (considerata la cappella privata di Famiglia) in centro e il Collegio Innocenziano a destra. Nel 2016 Il Collegio è divenuto una struttura ricettiva, l'Eitch Borromini. Tutto il complesso costituisce la cosiddetta insula Pamphilj, definita anche Pamphilia, a realizzazione del sogno del Cardinale poi Principe Camillo Pamphilj e della sua cittadella ideale dove vivere.